# Gunnar Andreassen
Gunnar Andreassen (Fredrikstad, 5 de janeiro de 1913 - 23 de julho de 2002) foi um futebolista e treiandor norueguês.

## Carreira
Gunnar Andreassen fez parte do elenco da Seleção Norueguesa de Futebol, na Copa do Mundo de 1938.

## Ligações Externas
- Perfil em Fifa.com (em inglês)